# ガリンシャ
ガリンシャ（Garrincha）こと、マノエウ・フランシスコ・ドス・サントス（Manoel Francisco dos Santos、1933年10月28日 - 1983年1月20日）は、ブラジルの元サッカー選手。現役時代のポジションはフォワード（右ウイング）。
サッカーブラジル代表の2度のワールドカップ制覇に貢献した20世紀最高の右ウイングの一人である。愛称の「ガリンシャ」とはポルトガル語で山岳に生息する小鳥、ミソサザイを意味する。この他にマノエウの短縮形の「マネ（Mané）」、「マネ・ガリンシャ（Mané Garrincha） 」、または身体的な特徴から「脚の曲がった天使（英語: The angel with bent legs、ポルトガル語: Anjo de Pernas Tortas）」と呼ばれていた。
選手時代はトリッキーなドリブルの技術で注目を集め、サッカーの王様ペレと並び称された存在だったが、晩年はアルコール依存症を患い、肝硬変により49歳で亡くなった。

## 生い立ち

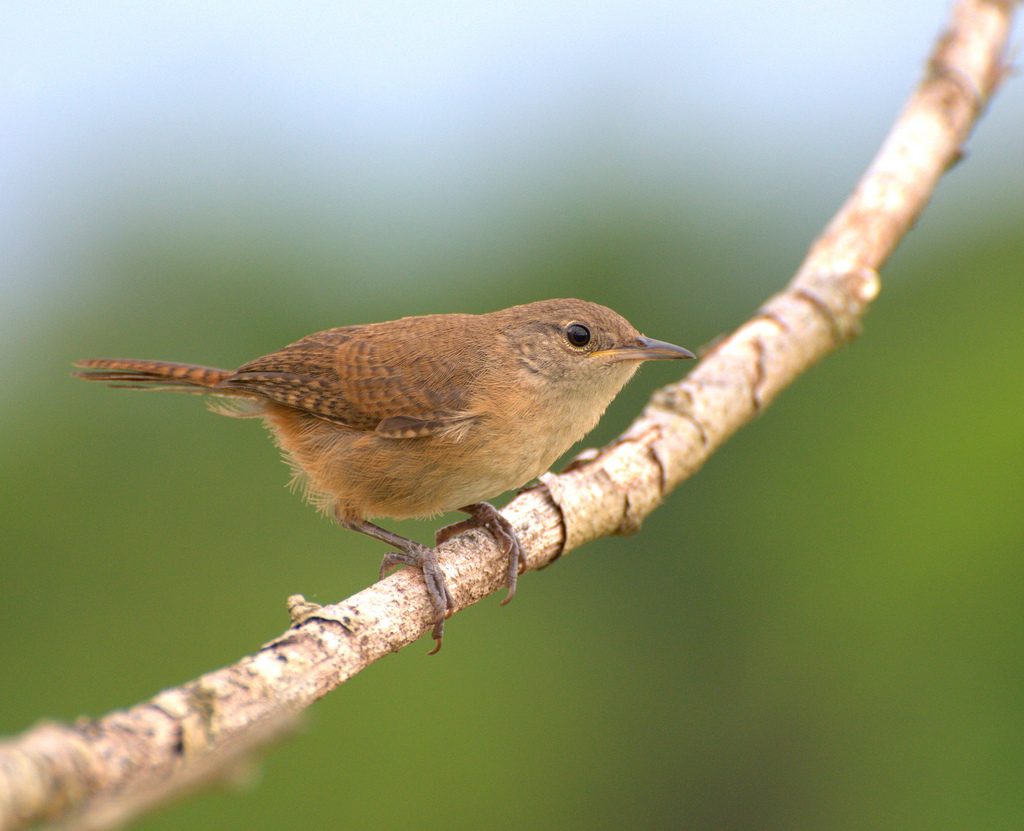
「ガリンシャ」の呼び名の由来となったミソサザイ

リオデジャネイロ近郊のパウ・グランデで生まれる。父はインディオ、母はアフリカ系ブラジル人という出自の混血児だった。6歳の時にポリオ、俗に言う小児麻痺にみまわれた。ガリンシャの家は貧しく医者にかかる金などはなかったため一人の無名の若い医者が無料で手術を施した。
その結果、彼の背骨はSの字状に歪曲し両足が同じ方向にねじ曲がった。以後も軽度の知的障害が残り、小児麻痺の影響で左右の足の長さが異なる（右足が左足より6cm長かった）ハンデを背負うことになった。
「ガリンシャ」の呼び名は姉が「ミソサザイのように小さい」と評したことに由来しているとも、ゴムのスリングショットでミソサザイを撃つ遊びが得意だったからとも言われている。
生まれ育ったパウ・グランデは山や森、川などの自然に恵まれ、ガリンシャはそういった環境で伸び伸びと育ち狩りや釣りに才能を発揮していたが、同時にサッカーでも特異な才能を示し始めた。ハンデを背負ったはずの歪曲した足が予測のつかない動きを生み出し、いつしか街で一番のドリブルの名手となっていった。勉強が嫌いだったガリンシャは入学した小学校を2年で中退し、14歳の時にパウグランデの製織工場で働き始めたが、職務怠慢を理由に一旦解雇。後に社長が工場のサッカークラブ「エスポルチ・クルビ・パウ・グランデ」でプレーをさせるために復職させたこともあった。
一方で自身はサッカーに然程は固執しておらず、地元開催の1950 FIFAワールドカップで国中が盛り上がりを見せていた際にもその姿勢は変わらなかった。決勝リーグ最終戦のウルグアイ戦でブラジルが敗れ優勝を逃した時（マラカナンの悲劇）も世間の喧騒を他所に釣りへ出かけており、この試合を観ていなかったという。また、ガリンシャのプレーを観た者がその実力を認め、自らのクラブでプレーするように勧誘したり、リオデジャネイロを本拠地とするビッグクラブの入団テストを受けるように勧めていたが、本人は乗り気ではなく、ある時はスパイクを忘れたためにテストを追い返されたり、「帰りの列車に間に合わなくなるから」と途中で帰宅してしまうこともあった。

## クラブ経歴

### ボタフォゴ
1953年6月10日、19歳の時、ボタフォゴFRに所属するDFアラチ・ペドロ・ヴィアナの説得が実り、ボタフォゴの入団テストを兼ねた練習に参加。既に19歳という年齢に達していたため下部組織の練習ではなく、トップチームへの参加となった。この際に当時のブラジル代表DFのニウトン・サントスが練習相手となったが、これをトリッキーなドリブル（股抜き）で何度も翻弄した。ニウトン・サントスは「彼と直ぐに契約してくれ。彼のマークにつくのは真っ平御免だ」とボタフォゴの役員に直談判、クラブ幹部もガリンシャの才能を恐れ、この日のうちに契約に至った。
ボタフォゴではデビュー戦は同年7月19日のリオデジャネイロ州選手権のボンスセッソFC戦。この試合で右ウイングとして先発出場したガリンシャは1-2の劣勢からハットトリックを決めて6-3の逆転勝利に貢献すると、レギュラーに定着していった。1957年のリオデジャネイロ州選手権では優勝のかかったフルミネンセFCとの一戦で4アシストの活躍。6-2のスコアでフルミネンセを下し優勝に貢献するとクラブに9年ぶりのタイトル獲得に導いた。
ガリンシャはプロデビュー前と同様に右サイドに位置しドリブルで相手を翻弄するプレースタイルを貫き、相手を巧みなドリブルで嘲笑うことを楽しんだ。左へ行くと見せかけて右へ抜けるという単純なフェイントに、DFは翻弄された。ボールにまったく触れず、体を動かすだけで相手は体勢を狂わされた。対戦相手は2重、3重のマークでガリンシャのドリブルを阻止しようと試みたが、全盛期のガリンシャを止めることは困難を極めた。ガリンシャがこのフェイントを始めるとファンは喜び、「オレー!」と喝采を送った。
1961年、1962年にはリオデジャネイロ州選手権の連覇に貢献、ブラジル代表においてもワールドカップ連覇に貢献（後述）するなど絶頂期にあったが、この頃から膝に問題を抱えるようになった。彼の特徴だった歪曲した脚は膝に負担を掛け、膝の軟骨は激しいプレーの度に磨り減っていたが、ガリンシャは「膝を手術することは選手として終わることと同じだ」として手術を頑なに拒否していた。
1963年には膝の状態が更に悪化し毎試合出場が困難になったが、それでも手術を拒み先送りする事を望んだ。クラブ側も安定した入場料収入を確保するために人気者のガリンシャを必要としていた。1964年に手術を行う事になったが、復帰後もかつてのプレーを取り戻すことは出来なかった。

### その後
1966年にボタフォゴから放出されコリンチャンスやポルトゥゲーザ・ダ・イーリャを渡り歩き、1968年にコロンビアのアトレティコ・ジュニオールに短期間所属した後に帰国しフラメンゴへ移籍した。しかし、この頃にはかつてマークすることが不可能とも言われたドリブルは影を潜め、プレーの遅い太った選手に成り下がっていた。1969年にフラメンゴを退団後は無所属だったが、1972年にオラリアACで1シーズンの間、プレーをし引退した。

## 代表経歴
1955年にブラジル代表に選出され、同年9月18日のチリ戦でデビュー（試合は1-1の引分け）。1957年にはペルーで開催された南米選手権1957の代表メンバーに招集され、2試合に出場した。

### 1958 FIFAワールドカップ
1958年のワールドカップスウェーデン大会で代表に招集された。しかし過去2大会での経験を踏まえて招聘した心理学者により行われた心理テストにおいて攻撃性の欠如、知能テストから「13歳の知能しか有していない」という低い結果報告がされたことで、監督のヴィセンテ・フェオラはガリンシャの起用を躊躇するようになった。
大会開幕当初は控えに回っていたが、ニウトン・サントスらの進言もあって監督が譲歩し、3戦目のソビエト連邦戦で起用されることになった。ガリンシャは同じくこの試合で起用されたペレとのコンビで試合開始早々からソ連陣内に猛攻を仕掛け
、GKのレフ・ヤシンを擁する堅固な守備陣を押し込み、3分にヴァヴァの先制点を生み出した。その後もソ連DF陣を翻弄し2-0の勝利に貢献。この試合以降、ブラジル代表のスタメンに定着した。
決勝のスウェーデン戦では開始早々に先制点を奪われたものの、これを機にブラジルは徹底的にボールをガリンシャに集め、9分と32分に右サイドのドリブル突破からゴール前にクロスを上げヴァヴァの2得点をアシストする活躍でブラジルの初優勝に貢献した。タイム誌はこの試合でのガリンシャのプレーを「誰も止めることはできない…ただ、それだけのことだ」と評した。この大会後、ガリンシャは崇拝の対象となり芸術家や作曲家に例えられた。一方でヴァヴァやペレと比べて、この大会でのガリンシャの評価は不当に低かったとの指摘もある。

### 1962 FIFAワールドカップ

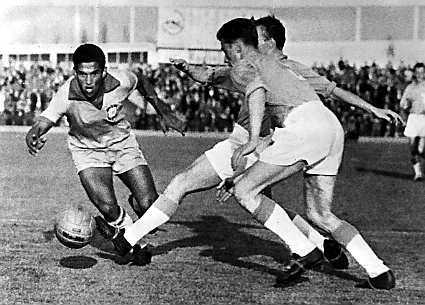
1962 FIFAワールドカップでのガリンシャ

1962年のワールドカップチリ大会でも引き続き代表へ招集された。ペレはこの頃すでに世界最高峰の選手としての地位を確立していたが、グループリーグ第2戦のチェコスロバキア戦で負傷し欠場を余儀なくされたため、ペレや古参の選手に代わってエースとしてチームを牽引した。グループリーグ第3戦のスペイン戦では終了間際の86分にアマリウドの決勝点をアシスト。準々決勝のイングランド戦では31分にコーナーキックから長身の相手DFに競り勝ってヘディングシュートを決めて先制すると、53分にはドライブ回転のかかったフリーキックからヴァヴァの得点をアシスト。59分には強烈なロングシュートをゴール右隅に決め3-1でサッカーの母国を退けた。
準決勝のチリ戦でも9分に左足のミドルシュートで先制すると、32分にマリオ・ザガロのコーナーキックをヘディングで決め追加点。47分にはコーナーキックからババの得点をアシストする2得点1アシストの活躍でブラジルを2大会連続の決勝進出に導いた。なお、この試合の終了間際に執拗なマークに苛立ち相手DFの尻に膝蹴りをした行為で退場処分を受けたが、ブラジル関係者が出場停止処分を覆すために奔走した。後に当時のチリの大統領を介入させて審判に圧力をかけて出場停止処分を撤回させるに至るほど、ガリンシャの存在は大きくなっていた。
決勝のチェコスロバキア戦は39度の高熱をおしての出場となったが3-1でこれを下してブラジル代表を大会2連覇に導くと共に、大会通算で4得点を挙げヴァヴァ、レオネル・サンチェス、ドラジャン・イェルコヴィッチ、アルベルト・フローリアーン、ワレンチン・イワノフと並び得点王となった。この大会のガリンシャの活躍について、チリの『エル・メルクリオ』紙は、
と評した。また「たった一人の力で自国を優勝に導いたのはガリンシャと1986年大会のディエゴ・マラドーナだけだ」と評する者もいる。

### 1966 FIFAワールドカップ
1966年のワールドカップイングランド大会でも招集を受けた。この大会のブラジルは世代交代が進まず選手が高齢化していたという懸念があったものの依然として優勝候補と目されていた。しかしガリンシャ自身は膝の手術後の状態が芳しくなく、医師から1958年大会や1962大会で見せたプレーは出来ないと診断されていた。それにも関わらずブラジル代表の選考委員たちはガリンシャを招集する決断を下していた。
グループリーグ初戦のブルガリア戦ではフリーキックを直接決め1得点を記録したが、続くハンガリー戦では1-3で敗れた。ハンガリー戦での敗戦を受けてガリンシャを含め先発メンバー7人が入れ変えたため最終戦のポルトガル戦での出場は成らず。ブラジルはポルトガルに敗れてグループリーグで敗退し、ガリンシャはこの大会を最後に代表から退いた。ブラジル代表での通算成績は国際Aマッチ50試合出場12得点。

## 私生活と晩年

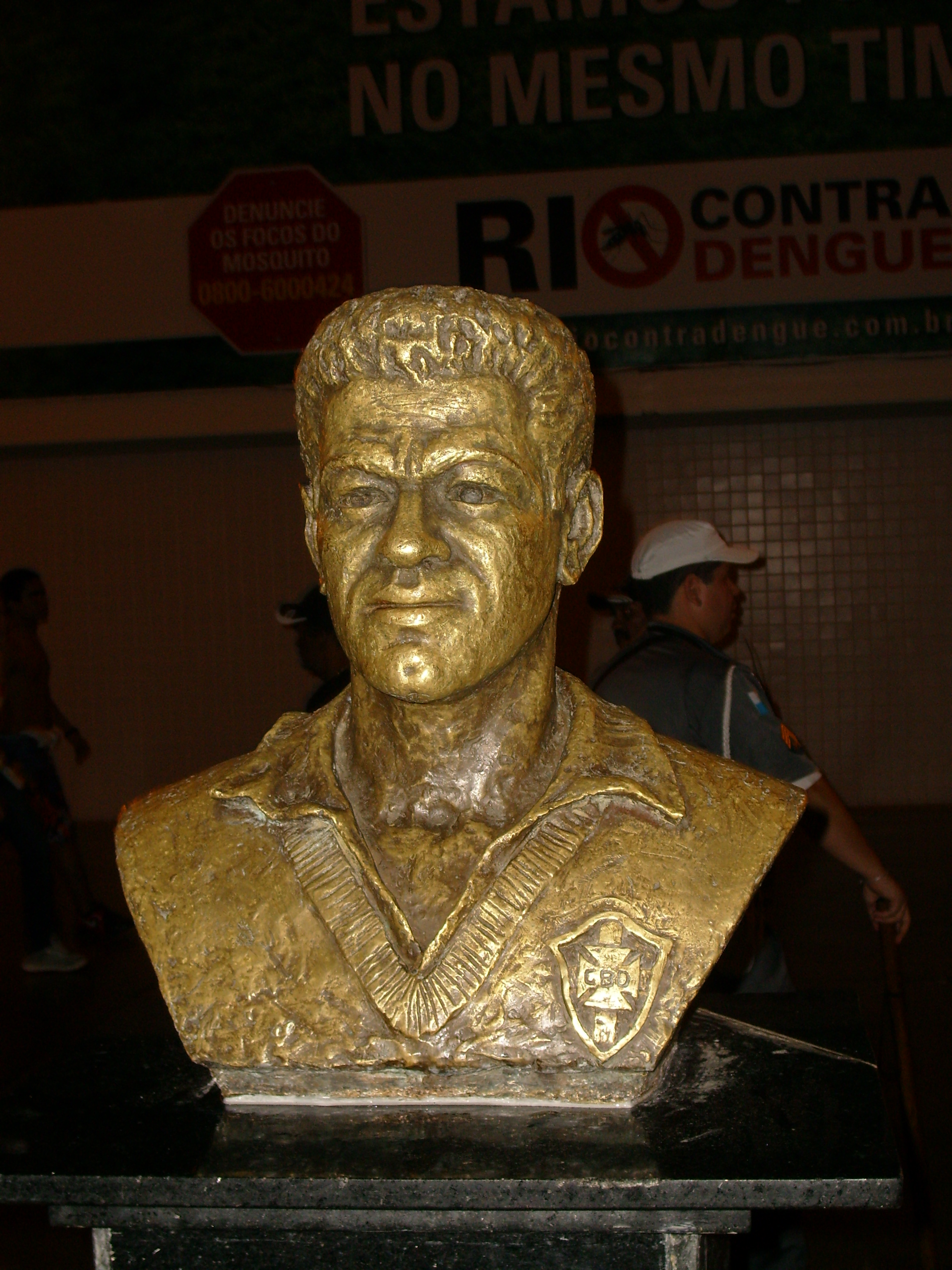
エスタジオ・ド・マラカナンにあるガリンシャの銅像

ガリンシャは18歳の時に工場労働者の女性と結婚した。ガリンシャはプロ選手となるとリオデジャネイロに移り住み、妻はパウ・グランデに残ったが、二人の間には8人の子供が生まれていた。一方で複数の女性と浮気を繰り返し、子供をもうけるなど生活は乱れたものだった。
1966年頃からサンバ歌手のエルザ・ソアレスと交際するようになると妻と離婚したが、この結果娘のために多額の養育費を支払わなくてはならなくなり、経済的に破綻していった。このことはマスコミに報じられ批判の対象となったが二人の交際は続きやがて再婚、「ブラジルを代表するカップル」と評されるようになった。しかし1969年4月、ガリンシャは自身が運転する車で交通事故を引き起こし、同乗していたエルザの母を死に至らしめた。選手生命が半ば絶たれていたこと、義理の母を死なせたことでガリンシャは塞ぎこむようになり、何度も自殺未遂を図るようになった。
1973年12月19日、ガリンシャのための感謝試合がエスタジオ・ド・マラカナンで行われた。この試合は生活に窮するガリンシャの当面の生活資金を捻出するために企画された物で、39歳になっていたガリンシャはブラジル選抜の選手としてペレを筆頭とした1970 FIFAワールドカップ優勝メンバーと共にプレーし、ブラジルでプレーをする選手で構成された外国人選抜と対戦。ガリンシャは前半で退いたが、試合は2-1でブラジル選抜が勝利した。ガリンシャにはこの試合の際の入場料収入から100万クルゼイロが贈られ、これを基にレストランを開業した。しかし、友人達がただで飲み食いをしたことが原因となり、瞬く間に経営状態が悪化し倒産した。
ガリンシャには選手時代から飲酒の習慣があったが、引退後はますます酒癖が酷くなり、エルザはガリンシャを立ち直せるために共にヨーロッパへと移住した。エルザは歌手としての仕事を得たものの、ガリンシャは相変わらず酒に溺れる日々を送った。ようやくブラジル・コーヒー協会の親善大使という職を得たが、長くは続かなかった。二人はブラジルに帰国し1976年7月9日に息子が生まれた。しかしガリンシャの酒癖は改善されず、さらにエルザに暴力を振るうようにもなったため、息子に危害が及ぶことを恐れたエルザは息子を連れてガリンシャの下を去っていった。
その後ガリンシャは三度目の結婚をしたが、以降もアルコールに溺れて入退院を繰り返す日々を続けていた。晩年は孤児にサッカーを教える仕事に就いていたという。
1983年1月19日、朝から酒を飲んでいたガリンシャは午後になると突然体調を崩して病院に搬送され、翌1月20日6時頃、肝硬変により息を引き取った。49歳没。なお、若き日の面影は無くなり、変わり果てた姿を見て担当した医師は最後までガリンシャ本人だと気がつかなかったという。遺体は故郷のパウ・グランデまで消防車で運ばれたが、これは1958 FIFAワールドカップ優勝の祝勝パレードに倣ったものだった。
同月に行われたガリンシャの葬儀には、かつてのボタフォゴのチームメイトだったニウトン・サントスをはじめ、8000人近いファンが参列した。一方で、1958 FIFAワールドカップでのチームメイトだったペレとリオデジャネイロ選手組合会長のジーコは姿を見せなかった。ガリンシャの遺体は完成したばかりのプロサッカー選手専用の墓地へ埋葬する意見が多数を占めたが、サントスは故人の意思を尊重するべきだと主張し故郷のパウ・グランデの墓地へ埋葬された。

## 死後の評価
ブラジル国内では死後数十年を経た今日においても人気を獲得しており、同世代のペレとは同時に名前を挙げられることが多い。ブラジル人ジャーナリストのアルマンド・ノゲイラ(pt)は、
と述べているが、事実、ブラジル代表で両者が揃って出場した試合は決して敗れたことがなかった。また、ペレはガリンシャについて次のように述べている。
世界中ではペレの方が史上最高のサッカー選手として認識されているが、ブラジル国内では「どちらが史上最高のサッカー選手か?」について議論の対象になっている。両者は「ペレはサッカーの王様として尊敬の対象であるのに対して、ガリンシャは民衆の愛情の対象だった」「ペレは模範的な選手であり真のプロフェッショナルだったのに対して、ガリンシャは純粋に自分の楽しみのためにプレーした」という具合に相反する側面を持つが、国民はガリンシャに心情的に共感し、世代を超えたブラジル最高の選手としてガリンシャの名前を挙げることが多い。また、「ドリブルの技術ではガリンシャの方が上」という声もある。

## エピソード
ガリンシャは頭が弱かったと言われているが、天真爛漫な性格から、大衆には愛された。ガリンシャには様々なエピソードが存在するが、その多くは友人でジャーナリストのサンドロ・モレイラにより脚色されたものだとの指摘がある。
- 1958 FIFAワールドカップ出場のためにスウェーデンを訪れた際に街でラジオを購入した。しかしチームメイトの「そんなスウェーデン語しか聞こえないラジオを買ってどうする。お前はスウェーデン語が分からないだろ」との冗談を真に受けてあっさりと捨ててしまった。捨てたラジオはチームメイトの物になった[39]。
- 「誰が自分をマークしても同じだから」という理由で、対戦相手のDFをジョアンというポルトガル語ではありふれた名前で呼んでいた[38]。
- ブラジル代表の試合前のミーティングで、監督が試合に向けた戦術を説明している横で、ガリンシャは漫画を読むことに夢中になって話を全く聞いていなかった。監督は諦めて「君の好きなようにしなさい」と告げたが、ガリンシャは好きなようにプレーして、チームを勝利に導いた[38]。

## 個人成績

### クラブでの成績
| 年度 | クラブ                     | 州選手権 | 州選手権 | 州選手権 | タッサ・ グアナバラ | タッサ・ グアナバラ | スーペル・ カンピオナート | スーペル・ カンピオナート | タッサ・ ブラジル | タッサ・ ブラジル | リオ＝サンパウロ 選手権 | リオ＝サンパウロ 選手権 | リベルタ ドーレス杯 | リベルタ ドーレス杯 | 合計 | 合計 |
| 年度 | クラブ                     | 大会     | 試合     | 得点     | 試合                | 得点                | 試合                      | 得点                      | 試合              | 得点              | 試合                    | 得点                    | 試合                | 得点                | 試合 | 得点 |
| ---- | -------------------------- | -------- | -------- | -------- | ------------------- | ------------------- | ------------------------- | ------------------------- | ----------------- | ----------------- | ----------------------- | ----------------------- | ------------------- | ------------------- | ---- | ---- |
| 1953 | ボタフォゴ                 | CC       | 26       | 20       | -                   | -                   | -                         | -                         | -                 | -                 | 0                       | 0                       | -                   | -                   | 26   | 20   |
| 1954 | ボタフォゴ                 | CC       | 26       | 7        | -                   | -                   | -                         | -                         | -                 | -                 | 9                       | 1                       | -                   | -                   | 35   | 8    |
| 1955 | ボタフォゴ                 | CC       | 19       | 3        | -                   | -                   | -                         | -                         | -                 | -                 | 9                       | 2                       | -                   | -                   | 28   | 5    |
| 1956 | ボタフォゴ                 | CC       | 20       | 5        | -                   | -                   | -                         | -                         | -                 | -                 | 0                       | 0                       | -                   | -                   | 20   | 5    |
| 1957 | ボタフォゴ                 | CC       | 21       | 6        | -                   | -                   | -                         | -                         | -                 | -                 | 9                       | 2                       | -                   | -                   | 30   | 8    |
| 1958 | ボタフォゴ                 | CC       | 22       | 10       | -                   | -                   | 4                         | 0                         | -                 | -                 | 9                       | 1                       | -                   | -                   | 35   | 11   |
| 1959 | ボタフォゴ                 | CC       | 23       | 9        | -                   | -                   | -                         | -                         | -                 | -                 | 5                       | 3                       | -                   | -                   | 28   | 12   |
| 1960 | ボタフォゴ                 | CC       | 21       | 8        | -                   | -                   | -                         | -                         | -                 | -                 | 9                       | 1                       | -                   | -                   | 30   | 9    |
| 1961 | ボタフォゴ                 | CC       | 21       | 6        | -                   | -                   | -                         | -                         | -                 | -                 | 11                      | 2                       | -                   | -                   | 32   | 8    |
| 1962 | ボタフォゴ                 | CC       | 21       | 8        | -                   | -                   | -                         | -                         | 3                 | 0                 | 7                       | 2                       | -                   | -                   | 31   | 10   |
| 1963 | ボタフォゴ                 | CC       | 3        | 1        | -                   | -                   | -                         | -                         | 1                 | 0                 | 1                       | 0                       | 2                   | 0                   | 7    | 1    |
| 1964 | ボタフォゴ                 | CC       | 4        | 0        | -                   | -                   | -                         | -                         | -                 | -                 | 7                       | 3                       | -                   | -                   | 11   | 3    |
| 1965 | ボタフォゴ                 | CC       | 1        | 2        | 4                   | 1                   | -                         | -                         | -                 | -                 | 7                       | 0                       | -                   | -                   | 12   | 2    |
| 1966 | コリンチャンス             | CP       | 4        | 0        | -                   | -                   | -                         | -                         | -                 | -                 | 6                       | 1                       | -                   | -                   | 10   | 1    |
| 1968 | アトレティコ・ジュニオール | FPC      | 1        | 0        | -                   | -                   | -                         | -                         | -                 | -                 | -                       | -                       | -                   | -                   | 1    | 0    |
| 1968 | フラメンゴ                 | CC       | 0        | 0        | -                   | -                   | -                         | -                         | -                 | -                 | -                       | -                       | -                   | -                   | 0    | 0    |
| 1969 | フラメンゴ                 | CC       | 4        | 0        | -                   | -                   | -                         | -                         | -                 | -                 | -                       | -                       | -                   | -                   | 4    | 0    |
| 1972 | オラリア                   | CC       | 8        | 0        | -                   | -                   | -                         | -                         | -                 | -                 | -                       | -                       | -                   | -                   | 8    | 0    |
| 合計 | 合計                       | 合計     | 241      | 84       | 4                   | 1                   | 4                         | 0                         | 4                 | 0                 | 89                      | 18                      | 2                   | 0                   | 348  | 103  |

### ブラジル代表での得点
| #  | 年月日        | 開催地                             | 対戦国           | スコア | 結果 | 試合概要                     |
| -- | ------------- | ---------------------------------- | ---------------- | ------ | ---- | ---------------------------- |
| 1  | 1960年4月29日 | アラブ連合共和国、カイロ           | アラブ連合共和国 | 5-0    | 勝利 | 親善試合                     |
| 2  | 1960年5月6日  | アラブ連合共和国、アレクサンドリア | アラブ連合共和国 | 3-1    | 勝利 | 親善試合                     |
| 3  | 1961年5月7日  | チリ、サンティアゴ                 | チリ             | 2-1    | 勝利 | コパ・ベルナルド・オイギンス |
| 4  | 1962年4月21日 | ブラジル、リオデジャネイロ         | パラグアイ       | 6-0    | 勝利 | コパ・オスヴァルド・クルス   |
| 5  | 1962年5月12日 | ブラジル、リオデジャネイロ         | ウェールズ       | 3-1    | 勝利 | 親善試合                     |
| 6  | 1962年6月10日 | チリ、ビニャ・デル・マール         | イングランド     | 3-1    | 勝利 | 1962 FIFAワールドカップ      |
| 7  | 1962年6月10日 | チリ、ビニャ・デル・マール         | イングランド     | 3-1    | 勝利 | 1962 FIFAワールドカップ      |
| 8  | 1962年6月13日 | チリ、サンティアゴ                 | チリ             | 4-2    | 勝利 | 1962 FIFAワールドカップ      |
| 9  | 1962年6月13日 | チリ、サンティアゴ                 | チリ             | 4-2    | 勝利 | 1962 FIFAワールドカップ      |
| 10 | 1966年5月14日 | ブラジル、リオデジャネイロ         | ウェールズ       | 3-1    | 勝利 | 親善試合                     |
| 11 | 1966年6月8日  | ブラジル、リオデジャネイロ         | ポーランド       | 2-1    | 勝利 | 親善試合                     |
| 12 | 1966年7月12日 | イングランド、リヴァプール         | ブルガリア       | 2-0    | 勝利 | 1966 FIFAワールドカップ      |

## タイトル

### クラブ
- リオデジャネイロ州選手権 : 3回 (1957, 1961, 1962)
- リオ・サンパウロ選手権 : 3回 (1962, 1964, 1966)

### 代表
- FIFAワールドカップ : 2回 (1958, 1962)

### 個人
- 1962 FIFAワールドカップ 得点王 : (1962)
- 20世紀ワールドチーム : (1998)
- ワールドサッカー誌選定20世紀の偉大なサッカー選手100人 第20位 (1999)
- 国際サッカー歴史統計連盟 (IFFHS) 選定20世紀世界最優秀選手 第8位 (2000[40])
- 国際サッカー歴史統計連盟 (IFFHS) 選定20世紀南米最優秀選手 第4位 (2000[40])
- 国際サッカー歴史統計連盟 (IFFHS) 選定20世紀ブラジル最優秀選手 第2位 (2000[40])
- 南米サッカー連盟オールスターチーム (2008)
- バロンドール・ドリームチーム、セカンドチーム : (2020)